# Ainhice-Mongelos
Ainhice-Mongelos (en euskera Ainhize-Monjolose) es una localidad y comuna francesa, situada en el departamento de Pirineos Atlánticos, en la región de Aquitania. Pertenece al territorio histórico vascofrancés de Baja Navarra.
Administrativamente, también depende del Distrito de Bayona y del cantón de Montaña Vasca.

## Demografía
| Gráfica de evolución demográfica de Ainhice-Mongelos entre 1800 y 2012 |
|                                                                        |

El resultado del año 1800 es la suma final de todos los datos parciales obtenidos antes de la creación de la comuna (16 de agosto de 1841).
Fuentes: Ldh/EHESS/Cassini e INSEE.